# Алексинский уезд
Алексинский уезд — административно-территориальная единица в составе Московской и Тульской губерний Российской империи и РСФСР, существовавшая в 1727—1925 годах. Уездный город — Алексин.

## География
Алексинский уезд занимал северо-западную часть Тульской губернии, между уездами: Каширским на северо-востоке, Одоевским на юге и Тульским на юго-востоке. Течение реки Оки составляли границу между Московской и на значительном расстоянии Калужской губерниями. Площадь уезда занимало 1743 квадратных версты. 

## История
Алексинский уезд известен с допетровских времён в связи со сражениями XIV-XVII веков. Монгольский князь Темир опустошил Алексин и окрестности (1348), принадлежавший тогда к дому Московских митрополитов, со времён святого митрополита Петра. Монгольский хан Ахмет разорил Алексин и округу до основания (1472). Известие об этом разорении сохранились в повествовании Архангельского летописца. Крымские татары опустошали Алексенский уезд (1512). Дважды уезд был в руках мятежников (1607). Первый раз его освободил воевода, князь Мстиславский, а второй раз царь Василий Шуйский. Алексин и его окрестности подверглись нападениям А. Лисовского (1615). 
В начале XVIII века границы уезда простирались западнее и севернее современного Алексинского района, в частности, они включали ряд населённых пунктов современной Калужской области.
В 1708 году уезд был упразднён, а город Алексин отнесён к Московской губернии (в 1719 году при разделении губерний на провинции отнесён к Тульской провинции).
В 1727 году уезд в составе Тульской провинции был восстановлен. В 1777 году уезд был отнесён к Тульскому наместничеству, которое в 1796 году стало именоваться Тульской губернией. Во времена Екатерины II назывался Алексинский округ, название Алексинский уезд используется с начала XIX века.
В 1924 году уезд был разделён на 4 района: Алексинский, Ненашевский, Поповский, Серпуховской (центр — станция Тарусская).
1 декабря 1925 года Алексинский уезд был упразднён, районы вошли в прямое подчинение Тульской губернии. Соответствие между исторической и современной административной принадлежностью приведено в разделе «Административное деление».

## Административное деление

### XVII — начало XVIII века
Занимал территорию вдоль правого берега реки Оки (в её верховьях), граничил с Лихвинским и Тульскими уездами на юге, с Колужским уездом на западе, и с Каширским и Тульским уездами на востоке.
В 1566 Алексин с уездом (бывшее владение князя Владимира Андреевича Старицкого) взят в опричнину Ивана IV Грозного.
До административной реформы Петра I, уезд делился на несколько станов (перечень и состав станов — согласно писцовой книге 1628, переписной книге 1646 гг., а также ревизии 1709 г.):
- Афанасьевский
- Березовский
- Бобошинский
- Болховский
- Вашанский
- Вепревский (Вепрейский, на берегу р. Вепрейки)
- Вепринский (назван по исчезнувшему городу Веприн, на границе Алексинского и Лихвинского уездов, не путать с предыдущим)
- Извольский
- Калужская (Калуская) припись
- Конинский (по исчезнувшему городу Конин): Ащерино, Белолипки, Березовка, Бизюкино, Богатьково, Богородицкое Колюпановка тож, Богучарово (Боучарово), Болото, Борисово, Борисоглебское Михеевка тож, Глебово, Гремячая, Даниловка, Дурнево, Душкино, Епишково Тоярыково тож, Есипово, Желудевка, Ильино, Каргашино (Коргошино), Киевец (Киевцы), Кишкино, Клешня, Козловка, Колюпановка, Конино, Коростино, Костино, Кривцово, Ларино, Ларинское, Левшино, Ломиносово, Луковицы, Маньшино, Мерлеево, Микулино, Нарышкино, Останково, Перешибово, Плешивая Слободка, Подольня, Поповкино Зенинское тож, Пронино, Пятницы, Родилово, Селиваново, Сенево, Скороварово, Слободка Плешивая, Стригино, Ступино, Сукромна, Суриново, Теснинское Стригино тож, Торчково пустошь, Ушаково, Фомищево, Шелепино, Широносово, Щукино.
- Корочовский
- Любутский (Любуцкий)
- Маленский (не упоминается в переписной книге 1646 г.)
- Окологородный (не упоминается в писцовой книге 1628 г.)
- Павшинский
- Подгородный
- Протасовский
- Сотинский
- Тимофеевский
- Титовский
- Шиховский
- Якшинский

В писцовых книгах и ревизиях станы упоминались не по алфавиту, а по мере удаления от Алексина (Конинский, Подгородный, Вашанский, Сотинский и т. д., далее по спирали в сторону Калуги). Каждый стан, в свою очередь, делился на помещичьи, вотчинные и порожние земли.
В 1708 году уезд был упразднен, а город Алексин отнесен к Московской губернии (в 1719 году при разделении губерний на провинции отнесен к «присудственным городам» Тульской провинции). В 1727 году уезд в составе Тульской провинции был восстановлен, однако часть земель Алексинского уезда отошла в соседний Калужский уезд. В 1777 году уезд был отнесен к Тульскому наместничеству, которое в 1796 году стало именоваться Тульской губернией.
Границы станов незначительно пересматривались, последний раз станы упоминаются в ревизии 1795 г., в дальнейшем вместо станов упоминаются волости.

### XIX — начало XX века
К концу XVIII века сформировалось административное деление по волостям, которое с незначительными изменениями просуществовало до революции 1917 г. В 1913 году в уезде было 19 волостей:

#### I СТАН (к северу от Алексина)
Бывший 1-й стан примерно соответствует современному Заокскому району Тульской области. Сотинская волость вошла в состав Алексинского района, а Яковлевская — в состав Серпуховского района Московской области.
Дмитриевская волость.
- Села: Большое Ивановское, Дмитриевское, Николо-Бузуково, Ченцово.
- Сельца: Иванчищево, Кайсарово, Молчаново.
- Деревни: Алопино, Болынтово, Дупли, Дурнево, Козловка, Мокроусово, Поляницы, Терехово, Хворощино, Юрово, Яблонево, Ярославцево.
- Хутора: Дегтерево.

Иньшинская волость.
- Села: Берники, Острецово.
- Деревни: Алексеево, Богатьково, Вороново, Горохово, Игнатово, Иньшино, Квакино, Клищино, Кортнево, Михалевка, Нарышкино, Пахомово, Пынино, Соломыково, Уколово, Филатово, Шалеево, Шегостово.

Кошкинская волость.
- Села: Бёхово, Волковичи, Екатериновка, Кошкино, Страхово, Темьянь, Уньки.
- Сельца: Веселево, Митино, Пашково, Рязаново.
- Деревни: Выдумки, Иваново, Искань, Конюшино, Скрипово, Тяпкино.

Миротинская волость.
- Села: Азаровка, Миротино, Щеблово.
- Деревни: Акуловка, Золотиха, Каменка, Кинеево, Людская, Михалевка, Мочилы, Пуковая, Старые Могилы, Федотово, Хлебодаровка, Шимуриха.

Ненашевская волость.
- Села: Ненашево, Турино, Шульгино.
- Сельца: Венюково, Занино, Коптево, Лесновка, Пирогово, Санино, Теряево.
- Деревни: Баранцево, Веревкина, Выпрейка, Давыдовская, Никоновка, Ушаковка, Филимоновка.
- Хутора: Марьино, Мытарово, Турино.

Покровская волость.
- Села: Велегож (Велеговши), Гатницы, Лаптево, Наспищи, Немцево, Хрипково.
- Сельца: Ждамирово, Масолово, Маслово, Нечаево, Петрищево, Сонино, Тайдаково, Успенье-Вепрей, Хрущево.
- Деревни: Алешково, Антоновка, Благодать, Горки, Поваляево, Хрипковские Выселки.
- Хутора: Алешково, Пустошь Харина, Хрущево.

Савинская волость.
- Села: Домнино, Покровское, Русятино, Савинское, Татарское, Тулеино.
- Сельца: Азаровка, Болотово, Дворяниново, Котово, Селянино, Сенино.
- Деревни: Александровка, Галкино, Городня, Домнинские Дворы, Дятлово, Злобино, Матюшино, Недьяково, Новое, Татарские дворики, Теряево, Федино.
- Хутора: Бурнашев, Николаев.
- Дачи: Прежепцово, Морозово.

Симоновская волость.
- Села: Березовка, Никитино, Симоново.
- Сельца: Александровка, Верхнее Апасово, Железня, Марьино, Микулино, Нижнее Апасово, Сумароково, Сухотино, Тяпкино, Щепотьево.
- Деревни: Болдово, Любиково, Горки, Гуровские выселки, Климовка, Колядинка, Любички, Мухановка, Розанково, Романьково, Сумароковские выселки.

Сотинская волость.
- Села: Сотино.
- Сельца: Айдарово, Клейменово, Саламасово, Сухотино, Хатманово, Юдинки, Ягнышевка.
- Деревни: Лыткино, Мясоедово, Нижнее Ламоново, Петрушино, Чепели.

Яковлевская волость.
- Села: Лысцево, Подмоклово, Рождествено, Скнига, Яковлево.
- Сельца: Вишенка, Карпищево, Ланьшино, Малое Малахово, Новоселки, Паршино, Прокшино, Романово, Свинское, Шевернево, Чегодаево.
- Деревни: Волково, Высокая, Костино, Крюково, Мышенка, Никольская, Панкино, Тетюрево, Щеболево.
- Хутора: Агафоново, Костино, Леоново.

#### II СТАН (к югу и востоку от Алексина)
В настоящее время подавляющее большинство населённых пунктов 2-го стана входит в состав современного Алексинского р-на Тульской области, небольшая часть сёл бывших Алешинской и Варфоломеевской волостей на крайнем востоке — в состав Ленинского района той же области.
Алешинская волость.
- Села: Алешня, Борщевка, Медведки.
- Сельца: Брусы, Натальинка, Рыдома (Рыдомо), Селихово.
- Деревни: Бдихино, Берники, Мерлиновка, Острики, Площанки.

Афанасьевская волость.
- Села: Афанасьево, Панское (ныне Большое Панское и Малое Панское).
- Сельца: Дурнево, Хованское.
- Деревни: Васильевка, Голубки (высел.), Голубцы, Занино, Игнатовка, Коробки, Меньщиково (Меньшиково), Нелюбино, Никольские Дворики, Пашнево, Петрушино, Подольня, Сенютино, Сычевка, Федюнино.

Варфоломеевская волость.
- Села: Варфоломеево, Луковицы, Никулино, Пятницкое.
- Сельца: Ильино, Кривцово.
- Деревни: Большая Антоновка, Гремячево, Кетри, Конино, Костино, Малая Антоновка, Малиновка, Никулинские Выселки, Осипово, Пронино, Поповкино.

Извольская волость.
- Села: Изволь, Поповка.
- Сельца: Глебово, Мерлеево.
- Деревни: Деево, Деминка, Занино, Захаровка, Малышево, Плоское, Скороварово.

Першинская волость.
- Села: Новое Павшино, Панковичи, Першино, Пластово, Старое Павшино.
- Деревни: Берники, Брусы, Елизаветовка, Замарино, Комаревка, Лазаревка, Мазалки, Сементиново.

Спас-Конинская волость.
- Села: Верхняя Яшевка, Гурово, Нижняя Яшевка, Серебрянь, Спас-Конино.
- Сельца: Берёзовка, Даниловка, Ладырево, Маньшино, Свиридовка.
- Деревни: Большое Бизюкино, Желудевка, Клешня, Каргашино (Коргашино, Коргошино), Ларинское (Ларино), Малое Бизюкино, Марьинка, Нарышкино, Слобода, Торчково.

Стрелецкая волость.
- Села: Архангельское (бывшая деревня Свинки), Бунырево, Дмитриевское (также Вашана), Казначеево, Киевцы, Колюпановка.
- Сельца: Абрютино, Божениново (Божаниново), Ботня, Епишково, Карташево, Савино, Фомищево.
- Деревни: Большое Шелепино, Бухторма, Иньшино, Кащеево, Коптево, Кудашевка, Малое Шелепино, Погиблово, Суриново.
- Слободы: Кузнецкая слобода, Рыбная слобода, Стрелецкая слобода (все непосредственно рядом с Алексиным, в настоящее время в составе города).

Суходольская волость.
- Села: Богородицкое, Верхний Суходол, Коростино, Любиково, Нижний Суходол, Петрушино.
- Сельца: Глинищи, Кострово, Средний Суходол, Юшково.
- Деревни: Александровка, Грибово, Желтовка, Красавка, Лукино, Новое Клейменово, Павловка, Плутнево, Преснецово, Слободка, Старое Клейменово, Стрыгино, Тесницкое.

Широносовская волость.
- Села: Белолипки, Богучарово, Рождество-Слуки, Сенево, Широносово.
- Сельца: Душкино, Кишкино, Коровино, Перешиблово, Соколово, Щукино.
- Деревни: Ащерино, Богатьково, Болото, Борисово, Картавцево, Колюпановка, Ламинцево, Лукерьино, Плешивка, Степановская пустошь, Ступино, Сукромна, Уваровка, Ушаково, Шутилово.
- Выселки: Дворы, Кишкинские выселки.

## Население
По данным переписи 1897 года в уезде проживало 73 001 чел. В том числе русские — 99,8 %. В уездном городе Алексине проживало 3 465 чел.

## Уездные предводители дворянства[7]
| Фамилия, Имя, Отчество             | Чин                              | Года      |
| ---------------------------------- | -------------------------------- | --------- |
| Михнев Пётр Андреевич              | Лейб-гвардии поручик             | 1777-1781 |
| Хитрово Николай Александрович      | Премьер-майор                    | 1781-1788 |
| Богучаров Николай Иванович         | Полковник                        | 1788-1790 |
| Арсеньев Иван Степанович           | Бригадир                         | 1790-1795 |
| Волконский Пётр Николаевич (князь) | Надворный советник               | 1795-1817 |
| Екельн Лев Филиппович              | Подполковник                     | 1817-1820 |
| Хомутов Пётр Николаевич            | Флота капитан                    | 1820      |
| Скобельцин Николай Дмитриевич      | Полковник                        | 1820-1824 |
| Фролов Захар Иванович              | Подполковник                     | 1824-1829 |
| Обрезков Пётр Александрович        | Полковник                        | 1829-1832 |
| Аксаков Николай Иванович           | Гвардии капитан                  | 1832-1838 |
| Доброклонский Михаил Павлович      | Полковник                        | 1838-1844 |
| Васильчиков Александр Михайлович   | Гвардии подпоручик               | 1844-1849 |
| Александров Владимир Иванович      | Действительный статский советник | 1849-1856 |
| Львов Евгений Владимирович (князь) | Коллежский асессор               | 1856-1858 |
| Бибиков Дмитрий Сергеевич          | Генерал-майор                    | 1858-1859 |
| Поливанов Николай Александрович    | Титулярный советник              | 1859-1861 |
| Фёдоров Михаил Павлович            | Коллежский регистратор           | 1861-1867 |
| Александров Владимир Иванович      | Действительный статский советник | 1867-1880 |
| Башкиров Александр Иванович        | Статский советник                | 1880-1882 |
| Бобрищев-Пушкин Пётр Сергеевич     | Полковник                        | 1882-1885 |
| Теляковский Николай Константинович | Губернский секретарь             | 1885      |
| Исаков Илья Дмитриевич             | Коллежский асессор               | 1885-1888 |
| Скобельцын Пётр Александрович      | Статский советник                | 1888-1889 |
| Салтыков Александр Александрович   | Действительный статский советник | 1889-1906 |
| Александров Павел Владимирович     | Поручик                          | 1906-1907 |
| Павловский Сергей Леонидович       | Гвардии поручик                  | 1907-     |